# バンギ駅
バンギ駅（バンギえき、マレー語:Stesen Komuter Bangi）はマレーシアのセランゴール州バンギにある、マレー鉄道KTMコミュータースレンバン線の駅。

## 歴史
- 1902年6月14日 - 駅開業。（スンガイ・ブシ～カジャン間の開業による。）
- 1995年12月18日 - KTMコミューター カジャン～スレンバン間延伸運行開始。

## 駅構造
単式ホーム1面1線と島式ホーム1面2線をもつ地上駅である。駅舎は西側にあり、上りホームに面している。下りホームとは構内の跨線橋で結ばれている。 
| 1 | 1 スレンバン線（上り） | KLセントラル・バトゥ・ケーブス方面 |
| 2 | 1 スレンバン線（待避） | バトゥ・ケーブス・タンピン方面     |
| 3 | 1 スレンバン線（下り） | スレンバン・タンピン方面           |

## 隣の駅
マレー鉄道
1 スレンバン線
UKM駅 (KA07) - バンギ駅 (KB08) - バタン・ブナール駅 (KB09)